# Zweiundsiebzig Sprachen
Zweiundsiebzig Sprachen und Völker waren nach christlich-mittelalterlicher Tradition das Ergebnis des Turmbaus zu Babel und der darauf folgenden babylonischen Sprachverwirrung (Gen 11,1–9 ). Die Zahl geht auf die Völkertafel der Genesis (Gen 10 ) zurück, welche die Nachkommen Noahs aufführt und geographisch einordnet. 
Die Söhne Noahs hießen Sem (sem „Name“, „Ruhm“), Ham (xam „Sonnenbrand“) und Japhet („Ausbreitung“). Die semitischen Völker befanden sich laut Überlieferung in Vorderasien, die hamitischen lagen im Süden und die japhetitischen besiedelten Westen, Norden und Osten der damals bekannten Welt. In der mittelalterlichen Tradition wurden die drei Söhne Noahs darum auch mit den drei Kontinenten Asien, Afrika und Europa in Beziehung gesetzt. Da sich jede christliche Nation von Armenien über Portugal bis Island auf dieser Völkertafel zu erkennen glaubte, wurde die Tafel bis in die Neuzeit hinein häufig neu ausgelegt.
Die Sprachverwirrung soll der christlichen Lehre zufolge durch das Pfingstwunder überwunden worden sein.
Die jüdische Überlieferung spricht von 70 Sprachen.
In der sowjetischen Sprachwissenschaft des 20. Jh. hat Nikolai Jakowlewitsch Marr durch seine Stadialtheorie, der sogenannten  japhetitische Sprachtheorie, die Theorie eines japhetitischen Sprachzweigs als „drittem ethnischem Element im Bildungsprozess der mittelländischen Kultur“ noch einmal wiederbelebt.